# Gustaf Kossinna
Gustaf Kossinna (Sovetsk, 28 de setembro de 1858 – Berlim, 20 de dezembro de 1931) foi um filólogo e arqueólogo alemão professor de arqueologia alemã na Universidade de Berlim.
Junto com Carl Schuchhardt, ele foi o pré-historiador alemão mais influente de sua época e foi o criador das técnicas de arqueologia do assentamento (em alemão:  Siedlungsarchaeologie). Suas teorias nacionalistas sobre as origens dos povos germânicos e indo-europeus influenciaram aspectos da ideologia nacional-socialista. Por esse motivo, Kossinna tem sido freqüentemente referido como o cérebro do mal que construiu as bases ideológicas para o nazismo. Embora politicamente desacreditada após a Segunda Guerra Mundial, a abordagem metodológica de Kossinna influenciou muito a arqueologia até os dias atuais.
Nos anos que se seguiram à Segunda Guerra Mundial, as teorias de Kossinna sobre a arqueologia do assentamento foram amplamente descartadas como pseudociência. Em junho de 2015, dois estudos arqueogenéticos inovadores apareceram para confirmar certos aspectos-chave das teorias de Kossinna sobre a arqueologia dos assentamentos e migrações indo-europeias, no que foi referido como "o Sorriso de Kossinna". A aparente validação das teorias de Kossinna às custas das teorias do pós-Segunda Guerra Mundial gerou intensa controvérsia e ansiedade na comunidade arqueológica. 

## Biografia
Kossinna era um Mazureses germanizado  Ele nasceu em Tilsit, Prússia Oriental, Reino da Prússia. Seu pai era professor do ensino médio. Kossinna frequentou a Königliche Litthauische Provinzialschule em Tilsit. Quando criança, ele aprendeu latim e piano.
Como estudante universitário, ele se matriculou em várias universidades, estudando filologia clássica e depois germânica nas universidades de Göttingen, Leipzig, Berlim e Estrasburgo. Ele também estudou história alemã, história local e história da arte. Kossinna foi muito influenciado por Karl Müllenhoff, que o encorajou a pesquisar as origens da cultura indo-européia e germânica. Ele também foi influenciado por Otto Tischler e Friedrich Ratzel.
Kossinna obteve seu doutorado em Estrasburgo em 1887. De 1888 a 1892, ele trabalhou como bibliotecário. Durante esse tempo, Kossinna leu muito e publicou uma série de artigos científicos sobre a história antiga da Alemanha. Em 1896, suas ideias foram expressas em sua palestra "As Origens Pré-históricas dos Teutões na Alemanha".
Em 1902, Kossinna foi nomeado professor de Arqueologia Alemã na Universidade de Berlim. Esta posição foi criada exclusivamente para ele. Enquanto ocupava esse cargo, Kossinna começou o trabalho de construção sistemática do instituto universitário com o objetivo de melhorar seu estudo e ensino da arqueologia pré-histórica.
Ao longo de sua carreira, Kossinna publicou diversos livros sobre as origens dos povos germânicos, fundando a "Sociedade Alemã de Pré-história" para promover o interesse e a pesquisa no assunto. Ele se tornou o arqueólogo mais famoso do mundo de língua alemã, e era notável por seu uso da arqueologia para promover reivindicações por uma nação alemã expandida. Notavelmente, Kossinna conduziu apenas uma escavação durante sua carreira, em 1915. A maior parte de seu trabalho baseou-se em evidências de relatórios de colegas e artefatos de museu.

## Ideias
Em 1895,  Kossinna desenvolveu a teoria de que uma etnia delimitada regionalmente pode ser definida pela cultura material escavada em um local (arqueologia histórico-cultural ou simplesmente teoria da história cultural). Ele escreveu: "Áreas culturais arqueológicas nitidamente definidas correspondem inquestionavelmente às áreas de determinadas pessoas ou tribos". A declaração é conhecida como "lei de Kossinna" e constitui a base de seu método de "arqueologia do assentamento". Ao contrário da arqueologia moderna de assentamentos, que se refere apenas a assentamentos individuais ou padrões de assentamento, Kossinna pretendia enfatizar, nas palavras de Arvidsson, que "um conjunto unificado de artefatos arqueológicos, uma 'cultura', era o sinal de uma etnia unificada." 
As ideias de Kossinna foram conectadas à alegação de que os povos germânicos constituem uma identidade nacional com um direito histórico às terras que ocuparam, fornecendo uma desculpa para posteriores anexações nazistas de terras na Polônia e na Tchecoslováquia. Por exemplo, em seu artigo "The German Ostmark, Home Territory of the Germans", Kossinna argumentou que a Polônia deveria fazer parte do império alemão. Segundo ele, terras onde foram encontrados artefatos que ele considerava germânicos faziam parte do antigo território germânico.
Em 1902, Kossinna identificou os protoindo-europeus com a cultura da cerâmica cordada, um argumento que ganhou popularidade nas duas décadas seguintes. De acordo com Stefan Arvidsson, Kossinna colocou a pátria protoindo-europeia em Schleswig-Holstein. Ao estudar a pré-história dos povos germânicos e dos antigos indo-europeus, Kossinna viu a chave para a pré-história não escrita da Europa.
Kossinna enfatizou um modelo difusionista de cultura, segundo o qual a evolução cultural ocorria por um "processo pelo qual influências, idéias e modelos eram passados de povos mais avançados para os menos avançados com os quais entraram em contato". Ele enfatizou que tal superioridade era de caráter racial. As teorias de Kossinna visavam apresentar uma história dos povos germânicos superior à do Império Romano. Ele considerou os romanos e os franceses como destruidores da cultura em comparação com os povos germânicos.

## Legado

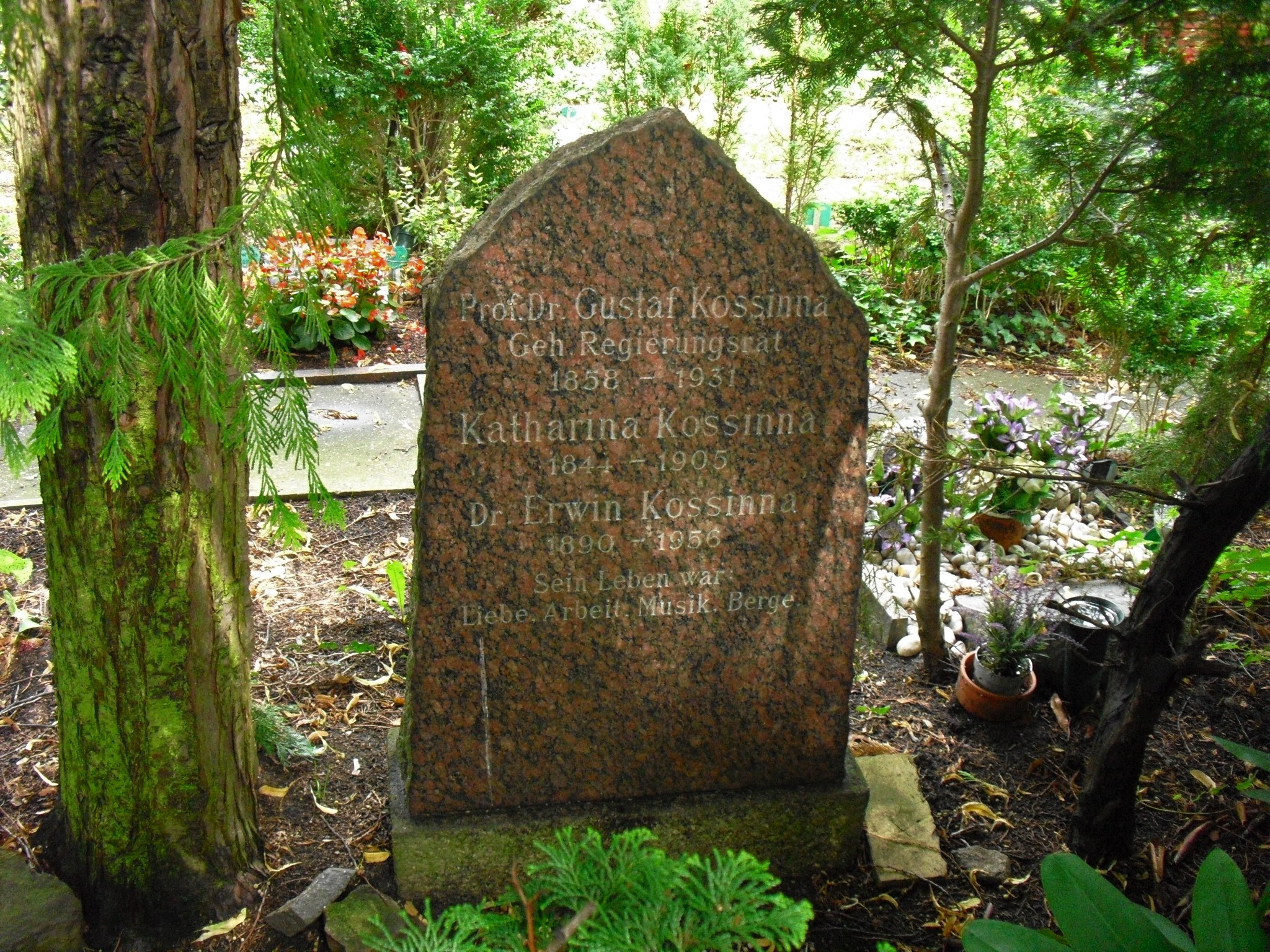
Túmulo de Gustaf Kossinna em Berlim, Alemanha

Após sua morte, seus seguidores ocuparam cargos de destaque sob o regime nazista, incluindo Hans Reinerth, que ocupou a antiga cátedra de Kossinna na Universidade de Berlim entre 1934 e 1945, e suas opiniões foram incorporadas ao currículo das escolas alemãs.
As ideias de Kossina foram fortemente criticadas em parte por causa do uso político a que foram submetidas, mas também por causa de ambiguidades inerentes ao método. Problemas com as teorias de Kossinna foram resumidos por Hans Jürgen Eggers. 
Apesar da crítica justificada do método e sua aplicação por Kossinna, a técnica central não era exclusiva dele, mas também se desenvolveu em outros lugares na Europa e nos Estados Unidos. Kossinna ocupa um papel fundamental no surgimento da pré-história como disciplina acadêmica. Seus métodos influenciaram os de V. Gordon Childe, cujos associados dominaram o campo da arqueologia por décadas após a Segunda Guerra Mundial.